# Gravissimum educationis
Gravissimum Educationis je dokument Rimskokatoliške Cerkve, ki je nastal med drugim vatikanskim koncilom; objavil ga je papež Pavel VI. 28. oktobra 1965. Za dokument je glasovalo 2.290 škofov, proti pa 35.
Dokument govori o krščanski vzgoji.